# Caroline Harriet Abraham

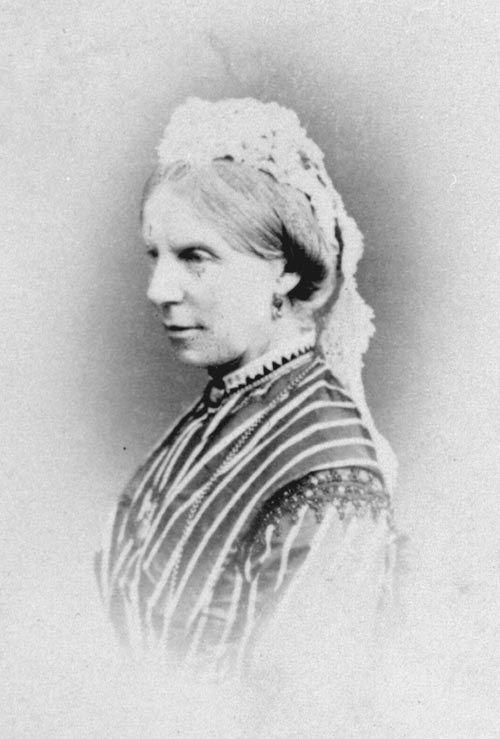
Caroline Harriet Abraham

Caroline Harriet Abraham (* 1809 in Wanlip bei Leicester, Leicestershire, England; † 17. Juni 1877 in Bournemouth, England) war eine britischgebürtige neuseeländische Aquarellistin.

## Leben
Caroline Harriet Abraham wurde 1809 im Haus Wanlip Hall im Dorf Wanlip in der Grafschaft Leicestershire den Eltern Harriet Pepperell und Charles Thomas Hudson, der 1813 den Namen Palmer annahm, geboren und am 1. Juli 1809 getauft. Sie hatte zwei ältere Schwestern. Über ihre Kindheit und Jugend ist nichts bekannt. Sie lebte lange Zeit in ihrem Geburtshaus und pflegte zusammen mit ihren Schwestern ihre kranke Mutter, die schließlich im Frühjahr 1848 verstarb. Von ihren Pflichten befreit, engagierte sie sich in der Krankenpflege und in der Fürsorge für die Armen.

### Neuseeland
Am 17. Januar 1850 heiratete sie in Wanlip Charles John Abraham und beide traten kurze Zeit später die Reise nach Neuseeland an, wo sie am 6. August auf der Brigg Emma Auckland erreichten. Ihr Mann wurde Kaplan und Rektor am St. John’s College und 1857 nach einer Rückreise nach England zum Bischof von Wellington ernannt. Im Jahr 1857 bekamen sie mit Charles Abraham ihr einziges Kind. Zu dritt kehrten sie im März 1859 zurück nach Auckland. Im April zogen sie nach Wellington, wo Carolines Mann seine Stelle als Bischof antrat.
Während ihrer Zeit in Neuseeland betätigte sich Caroline Abraham als Aquarellistin und Autorin. Sie fertigte detaillierte Skizzen von einem Teil der neuen Kolonie Großbritanniens an. Ihre Arbeiten hatten vor ihrer Reise nach England Bezug zum Raum Auckland und nach ihrer Rückkehr nach Neuseeland auf die Landschaft in und um Wellington.
Als Ehefrau des Bischofs genoss sie hohes Ansehen in der Kirchengemeinde Wellingtons und war in gesellschaftlichen Themen jener Zeit involviert. So leistete sie unter anderem zu der 106-seitigen Publikation Extracts of letters from New Zealand on the war question, die 1861 in London für den privaten Gebrauch herausgegeben wurde, einen Beitrag. Ein Satz von ihr aus diesem Werk dokumentierte ihre Haltung und Sichtweise zu den Einheimischen, den Māori:

“The people are outspoken and honest and they will not be trodden underfoot and have their lands taken without a struggle.”

„Die Menschen sind offen und ehrlich und lassen sich nicht kampflos ihr Land wegnehmen und sich mit Füßen treten.“

Im Juni 1870 trat ihr Mann als Bischof zurück, um wieder eine Stelle in England anzunehmen. Sieben Jahre später verstarb Caroline Abraham am 17. Juni 1877 in Bournemouth in der Grafschaft Dorset im Süden Englands.
21 ihrer Werke befinden sich heute in der Auckland Art Gallery und sind dort über die Website der Galerie zu Caroline Abraham einzusehen.

## Vier ihrer Werke

Caroline Harriet Abraham
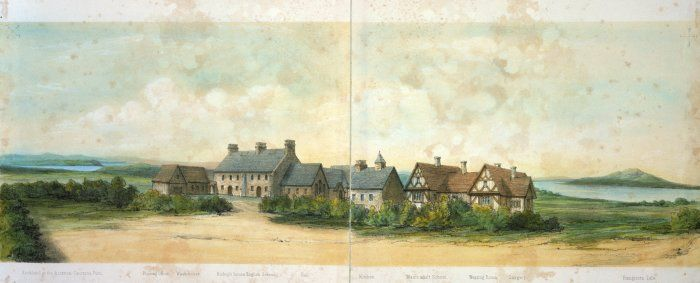
Panorama von St John's college, Tamaki, Auckland (1862)
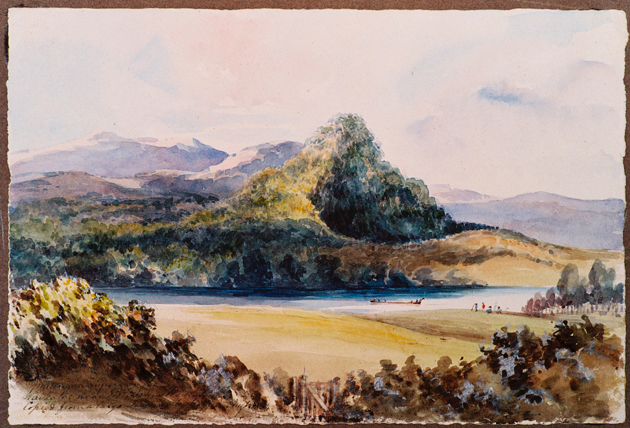
Maunga Taupirir und Waikato River (1854)
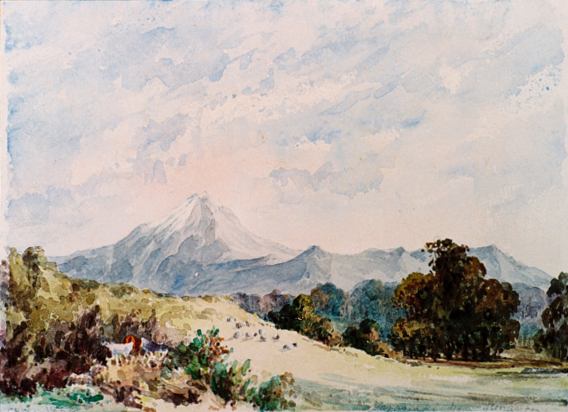
Mount Taranaki von Glenavon aus gesehen (1856)
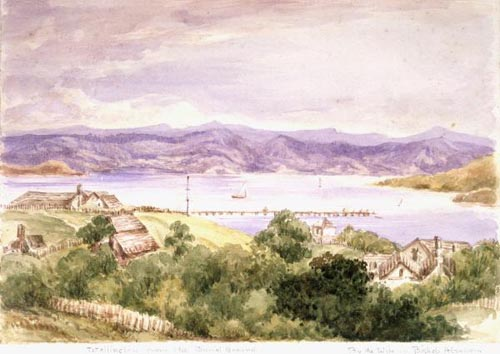
Wellington Harbour ca. (1860)er